# Secteur pastoral de Dourdan
Pour les articles homonymes, voir Dourdan (homonymie).
Le secteur pastoral de Dourdan est une circonscription administrative de l'église catholique de France, subdivision du diocèse d'Évry-Corbeil-Essonnes.

## Histoire
Le synode diocésain de 1987 a modifié le statut du doyenné en secteur pastoral. En 2010, les limites du secteur ont été modifiées.

## Organisation
Le secteur pastoral de Dourdan est rattaché au diocèse d'Évry-Corbeil-Essonnes, à l'archidiocèse de Paris et à la province ecclésiastique de Paris. Il est situé dans le vicariat Sud-Ouest et la zone verte du diocèse.

### Paroisses suffragantes
Le siège du doyenné est fixé à Dourdan. Le secteur pastoral de Dourdan regroupe les paroisses des communes de:
- Authon-la-Plaine,
- Boissy-le-Sec,
- Chatignonville,
- Corbreuse,
- Dourdan,
- La Forêt-le-Roi,
- Les Granges-le-Roi,
- Le Val-Saint-Germain,
- Plessis-Saint-Benoist,
- Richarville,
- Roinville,
- Saint-Chéron,
- Saint-Cyr-sous-Dourdan,
- Sainte-Mesme dans les Yvelines,
- Saint-Escobille,
- Sermaise,
- Villeconin.

### Prêtres responsables
Père Pascal Daveau
Père Franck Valadier
| Période                                  | Période  | Identité        | Fonction précédente | Observation |
| ---------------------------------------- | -------- | --------------- | ------------------- | ----------- |
| ?                                        | en cours | Francis Berlioz |                     | -           |
| Les données manquantes sont à compléter. |          |                 |                     |             |

### Publications
Le secteur édite un journal intitulé « Le Trait d'Union ».

## Patrimoine religieux remarquable
- Église Saint-Aubin à Authon-la-Plaine ;
- Église Saint-Louis à Boissy-le-Sec ;
- Église Saint-Jean-Baptiste à Boutervilliers ;
- Église Notre-Dame de l'Assomption à Corbreuse ;
- Église Saint-Germain-d'Auxerre à Dourdan ;
- Église Saint-Denis à Roinville ;
- Église Saint-Cyr-et-Sainte-Juliette à Saint-Cyr-sous-Dourdan ;
- Église Notre-Dame-de-la-Nativité-de-la-Vierge à Sermaise ;
- Église Saint-Aubin à Villeconin.

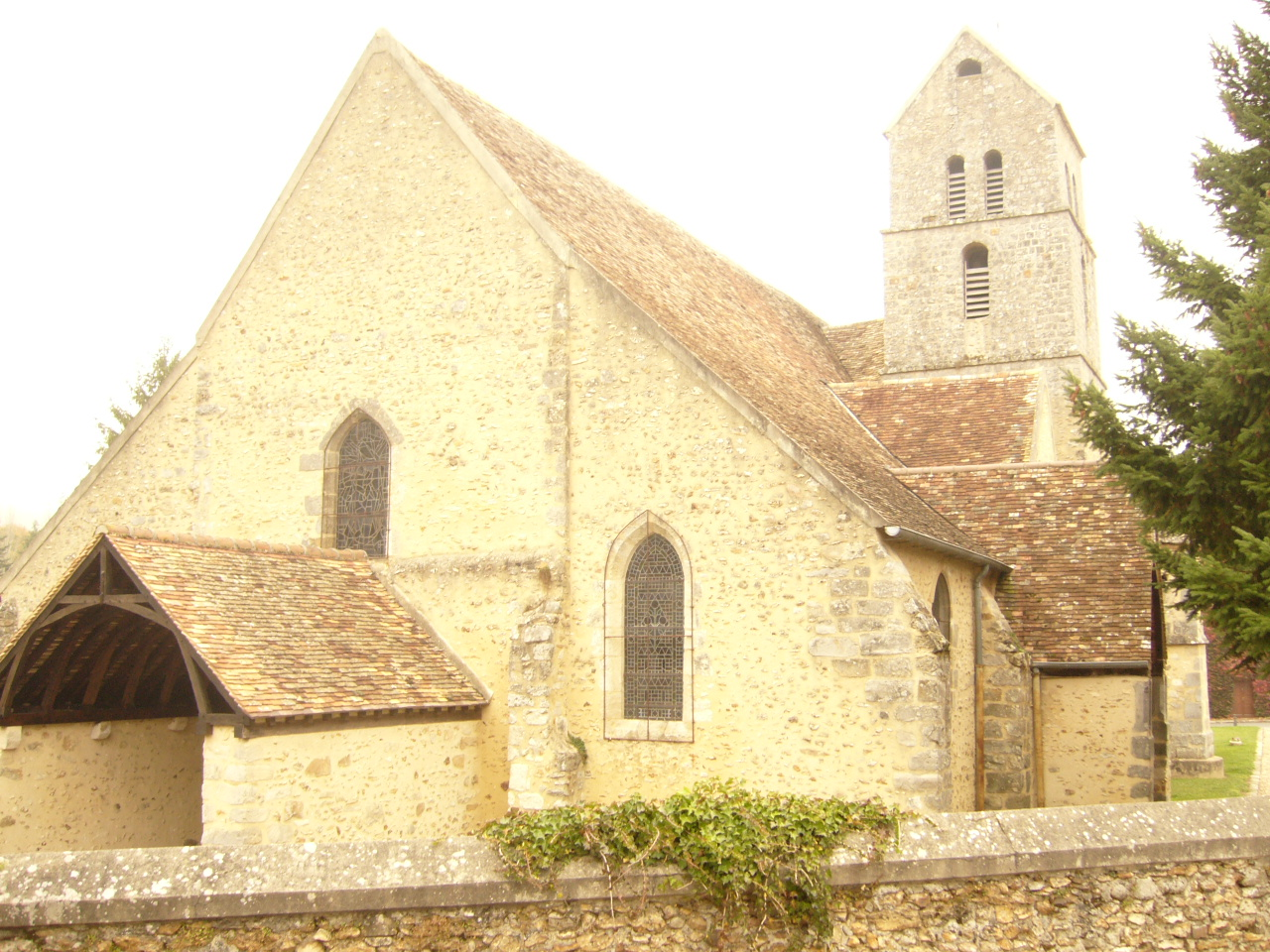
L'église Notre-Dame-de-la-Nativité-de-la-Vierge de Sermaise.
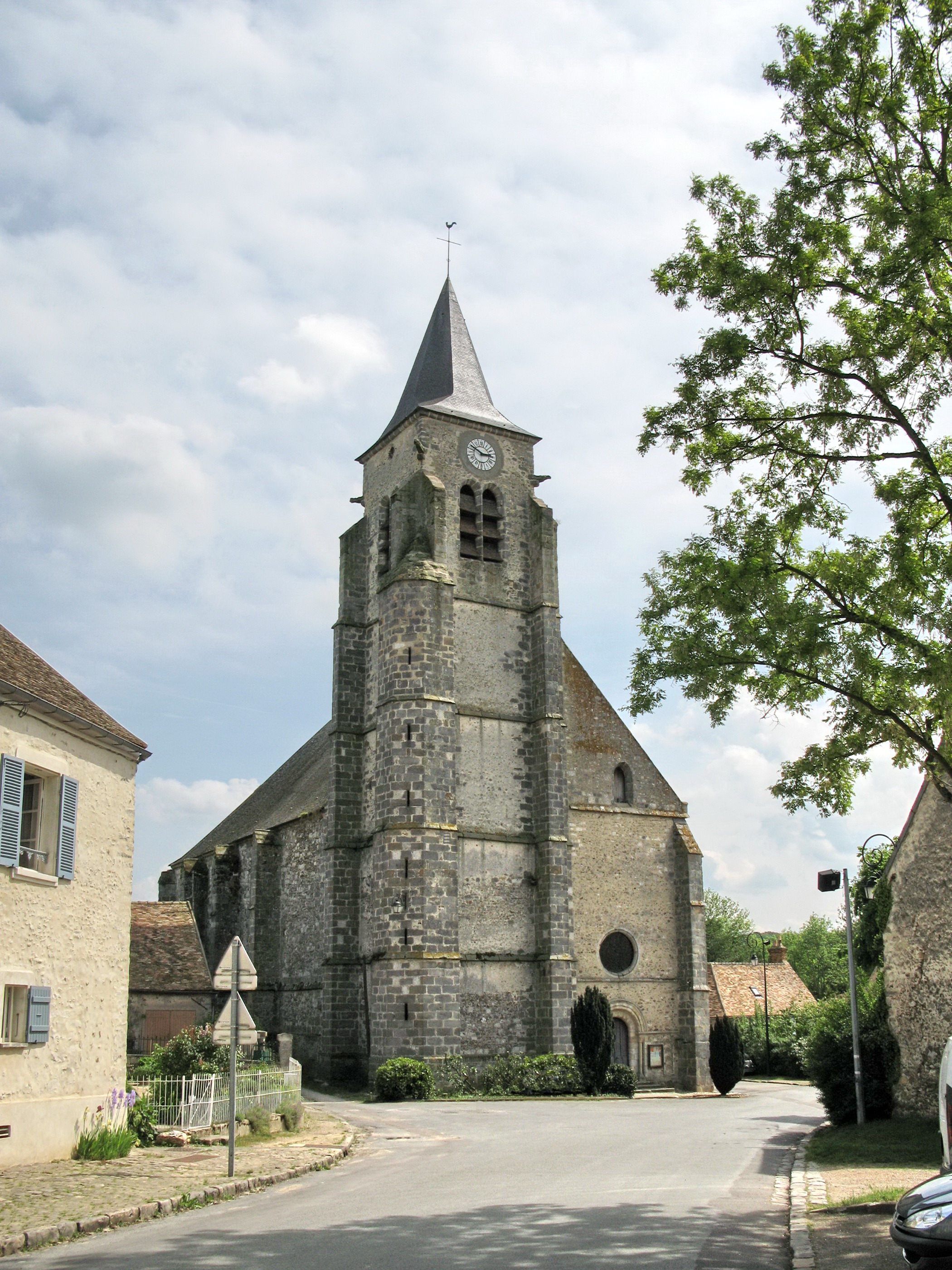
L'église Saint-Cyr-et-Sainte-Juliette de Saint-Cyr-sous-Dourdan.

## Pour approfondir

## Sources
1. ↑  « Secteur de Dourdan - Diocèse Evry - Corbeil Essonnes », sur evry.catholique.fr (consulté le 24 novembre 2015)